# Chambre de commerce et d'industrie du pays de Saint-Malo
La chambre de commerce et d'industrie du pays de Saint-Malo est une des trois anciennes CCI du département d'Ille-et-Vilaine. Le 11 janvier 2011, la chambre de commerce et d'industrie de Saint-Malo-Fougères a été installée, à la suite de la fusion avec la chambre de commerce et d'industrie du pays de Fougères. Son siège était situé à Saint-Malo au 4, avenue Louis Martin. Elle dispose d'une antenne au sein de la plateforme "Espace Entreprises" à Combourg.
La chambre fait partie de la chambre de commerce et d'industrie de région Bretagne.

## Missions
À ce titre, elle est un organisme chargé de représenter les intérêts des entreprises commerciales, industrielles et de service de l’arrondissement de Saint-Malo et de leur apporter certains services. C'est un établissement public qui gère en outre des équipements au profit de ces entreprises et du territoire.
Comme toutes les CCI, elle est placée sous la double tutelle du Ministère de l'Industrie et du Ministère des PME, du Commerce et de l'Artisanat.

### Service aux entreprises
- Centre de formalités des entreprises
- Assistance technique au commerce et au tourisme
- Assistance technique à l'industrie
- Assistance technique aux entreprises de service
- Centre de Formation et d'apprentissage (CCIFA)

### Gestion d'équipements
- Port de commerce, de pêche et de plaisance de Saint Malo ;
- Port de pêche de Cancale ;
- Cale du Bec de la Vallée ;
- Aéroport de Dinard Pleurtuit Saint-Malo ;
- Espace Duguay-Trouin.

### Centres de formation
- Institut de Formation et d’Apprentissage de la CCI du Pays de Saint-Malo (CCIFA) à Saint-Jouan-des-Guérets. Il comprend : 
  - Centre de formation d'apprentis en Hotellerie, Commerce et Comptabilité ;
  - École de Gestion et de Commerce de Bretagne (EGCB) ;
  - Formation à la création d’entreprise (FOR-CREA) ;
  - Centre d'études de langues.

## Historique
- 6 ventôse an XI (25 février 1803) : Création de la chambre de Commerce.
- 1858 : Réduction du périmètre d'action lié à la création de la chambre de commerce et d'industrie de Rennes.
- 1960 : La chambre de commerce devient chambre de Commerce et d'industrie (CCI).
- 24 juillet 2009 : Décret de fusion avec la chambre de commerce et d'industrie du pays de Fougères pour former la chambre de commerce et d'industrie de Saint-Malo-Fougères.
- 11 janvier 2011 : Installation de la chambre de commerce et d'industrie de Saint-Malo-Fougères.

### Liste des présidents
- 1808- : Augustin Thomas
- 1875- : Auguste Hovius
- 1879- : François Lenormand Annees 1960-1980 : André Blin

## Pour approfondir